# بلوک چوبی

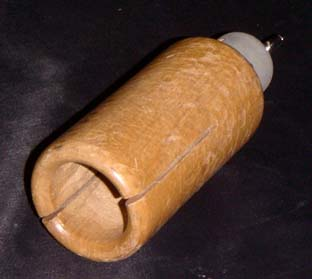
بلوک چوبی توخالی

بلوک چوبی (به انگلیسی: wood block) یا بلوک چینی (به انگلیسی: chinese block) یا تپ باکس (به انگلیسی: tap box) نوعی ساز کوبه‌ای متعلق به کشور چین است.
این ساز یک قطعه بلوک سادهٔ چوبی و وسیله‌ای برای کوبیدن بر روی آن دارد. صدای تولیدشده توسط این ساز در دسته‌بندی نت‌ها قرار ندارد و هر بلوک چوبی صدای متفاوتی نسبت به بلوک دیگر دارد.